# 忘れられる権利
忘れられる権利（わすれられるけんり、英: right to be forgotten）とは、インターネットにおけるプライバシーの保護のあり方について、2006年以降に検討・施行されてきた権利である。「削除権」「消去権」(right to erasure)とも呼ばれる。

## ウェブを前提にした一般論
World Wide Webは爆発的な速度で情報を拡散し、それを半永久的に記憶する。この性質が現代において、深刻なプライバシー侵害を引き起こしている。「忘れられる権利」は、このようなプライバシー侵害の事態について、救済の必要性があるという問題意識から提唱されている。他方で検索エンジンは、人々がウェブ上で情報の発信と受領をマッチングさせるのに不可欠なインフラとして機能している。発信・受領される情報には、個人情報でありながら公益に資するものが相当量ふくまれる。そのため、検索結果に特定の情報が表示されないようにする措置を安易に認めると、情報発信者の「表現の自由」や情報受領者の「知る権利」を侵害する可能性が高い。そこで、プライバシーの一内容として「忘れられる権利」を認める必要があるのか、また、仮にあるのだとすれば「表現の自由」や「知る権利」といった既存の権利と、いかにバランスをとるべきなのかが議論されている。

## 議論の沿革
2011年11月、フランスの女性がGoogleに対し「過去のヌード写真の消去」を請求して勝訴するという判決が出された。この判決は、世界で初めて「忘れられる権利」を認めたものとして画期的なものであった。
この判決が契機となり、欧州連合では「忘れられる権利」を立法として承認する動きが生まれる。2012年1月、欧州委員会は、EUデータ保護指令に代わる立法として、「EUデータ保護規則案」を提案し、この規則案の第17条で「忘れられる権利」を明文化した。同条では、個人が管理者に対して自らに関する個人データを削除させる権利、当該データのさらなる拡散を停止させる権利、及び、第三者に対して、当該データのあらゆるリンク、コピーまたは複製を削除させる権利が規定されている。
この規則案は2014年3月に、欧州議会の第一読会で修正された。この修正により「忘れられる権利」という文言は条文から削られ、代わりに「消去権（right to erase）」という文言が用いられるようになった。
2014年5月13日、欧州司法裁判所は、検索主体（data subject）は、一定の場合に、検索事業者に対して、検索リストから自己に関する過去の情報の削除を求めることができるとして、「忘れられる権利」を認める先行判決を下した。
Google側は「Google検索エンジンは、インターネットで閲覧可能な情報へのリンクを提供しているだけで、情報の削除権限は当該情報を公開する人にのみあり、検索結果の修正は検閲に当たる」と主張したが、欧州司法裁判所は、Googleの主張を認めなかった。
Googleは、この判決を受けて、諮問委員会を設置し、自社の見解について報告書を発表した。報告書では、上記判決の適用範囲が欧州連合に限定されるということが述べられている。
また、削除要請があった際の判断基準について、
1. データ主体の公的役割
2. 情報の性質（個人のプライバシーへの強い影響，公衆の利益）
3. 情報の出処（source）
4. 時の経過

の4点を考慮すべきことも述べられている。
この判決を受け、当時のウィキメディア財団の事務長ライラ・トレティコフは、自身のブログで「世界の人々が個人や出来事についての正確で検証可能な記録に自由にアクセスできる能力を弱めるものだ」「ウィキペディアへの影響は直接的で甚大だ」と批判。ウィキペディアへのリンクも少なくとも50件が削除の対象になったという。またトレティコフは「この結果、欧州では、公衆への説明や実際の証拠、司法審査、そして異議申し立ての方法もないまま、正確な検索結果が消える。結果として生み出されるのは、記憶の穴だらけとなったインターネット、不都合な情報が単に消えていく場所だ」と主張した。

## 日本における権利の位置づけ
日本は議論が成熟しにくい状況にある。インターネットサービスプロバイダがプロバイダ責任制限法に従って、ウェブサイトの削除要請に自主的に応じているため、問題が顕在化しにくい。また、プロバイダに限らず、検索エンジン側も自主的に削除要請に応じる姿勢を有している。例えば、Google検索は「Google からの情報の削除」という公式サイトを用意しており、Yahoo! JAPANも「検索結果に情報を表示しないようにするには」という公式ウェブサイトを用意している。
このような自主的な削除要請が奏功しなかった場合には、司法による解決が必要となる。裁判実務も、日本における既存のプライバシー権の判断枠組みの延長で、個人情報の保護を一定程度図っている。例えば、東京地方裁判所は、2014年（平成26年）10月に、日本で初めて検索結果の削除を命じる旨の仮処分決定をGoogleに発令している。
この仮処分決定では、原告の人格権侵害を理由に、たとえ検索エンジン側に人格権侵害に係る故意・過失がなかったとしても、原告は救済が受けられるとされている点で日本で初めての判断であった。
2015年（平成27年）3月に、ヤフーが、日本で検索情報の削除に応じる際の新基準を公表したことが注目された。
ヤフーの報告書には「掲載時に適法だったウェブページの情報が、一定期間の経過によって、ある時点から違法な情報になりえて、この場合には既存のプライバシー侵害の枠組みで考えることができる」という見解が示されている。
他方、掲載情報が適法な時点で、既存のプライバシー侵害の枠組みと異なる観点から、検索結果を非表示にすべきケースがあるかについては、否定的な見解が示されるとともに、今後の議論の蓄積を待つほかないと指摘されている。
2015年（平成27年）12月22日、さいたま地方裁判所は日本で初めて「忘れられる権利」を明示した判断により、エゴサーチにより過去の逮捕歴が表示される検索結果の削除を認める決定を出した。これは、過去に児童買春して検挙された男性が、googleに、自分の名前を入力して検索すると、過去の児童買春歴がヒットするのに抗って勝訴したものである。しかし、2016年（平成28年）7月12日、東京高等裁判所はさいたま地裁の決定を取り消し、「忘れられる権利」については「法的に定められたものではなく要件や効果が明確でない」とし、「忘れられる権利」に基づく申し立ては、従来の名誉毀損やプライバシー侵害に基づく申し立てと変わらず、これを他の権利から独立して判断する必要はないとした。2017年（平成29年）1月31日、最高裁判所は検索サイト「Google」の検索結果の削除を求めた仮処分申し立てに対し、削除を認めない決定をした。この最高裁判決では「忘れられる権利」が認められるかの答えは判例で示されなかったが、検索結果の削除にあたっては、書かれた事実の性質・内容、公表されることによる被害の程度、その人の社会的地位・影響力、記事などの目的・意義、掲載時の社会的状況とその後の変化、記事などでその事実を書く必要性といった要素を考慮すべきとした。
今後は、インターネット上に公開された個人情報を保護するにあたって、既存の枠組みでどこまで被害者を救済することができるのか、また「プライバシーの保護」と「表現の自由」「知る権利」を、いかなる基準の元で人権上バランスをとるのかが問題となる。